# Verwaltungskreis Biel/Bienne
Der Verwaltungskreis Biel/Bienne (französisch Arrondissement administratif de Biel/Bienne) im Kanton Bern wurde per 1. Januar 2010 gegründet. Er gehört zur Verwaltungsregion Seeland und umfasst 19 Gemeinden auf einer Fläche von 97,66 km² mit insgesamt 105'061 Einwohnern (Stand: 31. Dezember 2023).
Obwohl der flächenmässig kleinste, ist der Verwaltungskreis Biel/Bienne, gemessen an der Einwohnerzahl, der drittgrösste Verwaltungskreis des Kantons.
Als einziger Verwaltungskreis des Kantons kennt er die Zweisprachigkeit im Umgang mit den Bürgern. Die Amtsgeschäfte werden auf Deutsch und/oder Französisch geführt.
Der Hauptort des Verwaltungskreises Biel/Bienne ist die Stadt Biel, obwohl sich der Sitz des Regierungsstatthalteramtes im Schloss Nidau, dem Sitz des ehemaligen Amtsbezirks Nidau, befindet.
Das für den Verwaltungskreis Biel/Bienne zuständige erstinstanzliche Gericht in Zivil- und Strafsachen ist das Regionalgericht Berner Jura-Seeland mit Sitz in Biel.

## Geschichte
Im Zuge der bernischen Verwaltungsreform, durch welche aus den 26 Amtsbezirken 10 Verwaltungskreise geschaffen wurden, entstand der Verwaltungskreis Seeland per 1. Januar 2010.
Der Verwaltungskreis Biel/Bienne wurde aus den Gemeinden des Amtsbezirks Biel sowie aus einigen Gemeinden der Amtsbezirke Nidau (Aegerten, Bellmund, Brügg, Ipsach, Ligerz, Mörigen, Nidau, Orpund, Port, Safnern, Scheuren, Schwadernau, Sutz-Lattrigen und Twann-Tüscherz) und Büren (Lengnau (BE), Meinisberg und Pieterlen) gebildet.

## Regierungsstatthalter
- 2010–2013: Werner Könitzer (SP)
- 2013–2020: Philippe Chételat (SP)
- seit 2020: Romi Stebler (FDP)

## Gemeindeliste
| Wappen             | Name der Gemeinde    | Einwohner (31. Dezember 2023) | Fläche in km² | Einwohner pro km² |
| ------------------ | -------------------- | ----------------------------- | ------------- | ----------------- |
| Aegerten           | Aegerten             | 2'391                         | 2,16          | 1'107             |
| Bellmund           | Bellmund             | 1'784                         | 3,80          | 469               |
| Biel/Bienne        | Biel/Bienne          | 55'932                        | 21,19         | 2'640             |
| Brügg              | Brügg                | 4'543                         | 5,00          | 909               |
| Ipsach             | Ipsach               | 3'875                         | 1,90          | 2'039             |
| Lengnau            | Lengnau (BE)         | 5'708                         | 7,41          | 770               |
| Evilard/Leubringen | Evilard / Leubringen | 2'684                         | 3,70          | 725               |
| Ligerz             | Ligerz               | 517                           | 1,79          | 289               |
| Meinisberg         | Meinisberg           | 1'443                         | 4,39          | 329               |
| Mörigen            | Mörigen              | 888                           | 2,16          | 411               |
| Nidau              | Nidau                | 7'072                         | 1,52          | 4'653             |
| Orpund             | Orpund               | 3'330                         | 3,97          | 839               |
| Pieterlen          | Pieterlen            | 5'168                         | 8,35          | 619               |
| Port               | Port                 | 3'898                         | 2,46          | 1'585             |
| Safnern            | Safnern              | 2'020                         | 5,62          | 359               |
| Scheuren           | Scheuren             | 540                           | 2,11          | 256               |
| Schwadernau        | Schwadernau          | 683                           | 4,15          | 165               |
| Sutz-Lattrigen     | Sutz-Lattrigen       | 1'401                         | 3,57          | 392               |
| Twann-Tüscherz     | Twann-Tüscherz       | 1'184                         | 12,41         | 95                |
| Total (19)         | Total (19)           | 105'061                       | 97,66         | 1'076             |

Die Gemeinden stammen aus den früheren Amtsbezirken
- Biel (2: Biel/Bienne, Evilard)
- Büren (3: Lengnau, Meinisberg, Pieterlen)
- Nidau (14)

## Gemeindegebietsveränderung
- Auflösung der Gemeinden Tüscherz-Alfermée und Twann – Zusammenschluss zur neuen Gemeinde Twann-Tüscherz (1. Januar 2010)